# Abbazia di Ilsenburg
L'abbazia di Ilsenburg era un'abbazia benedettina della città di Ilsenburg in Sassonia-Anhalt dedicato ai Santi Pietro e Paolo fondata fra il XI e XII secolo. La città di Ilsenburg gestisce il complesso ex-religioso dal 1974.

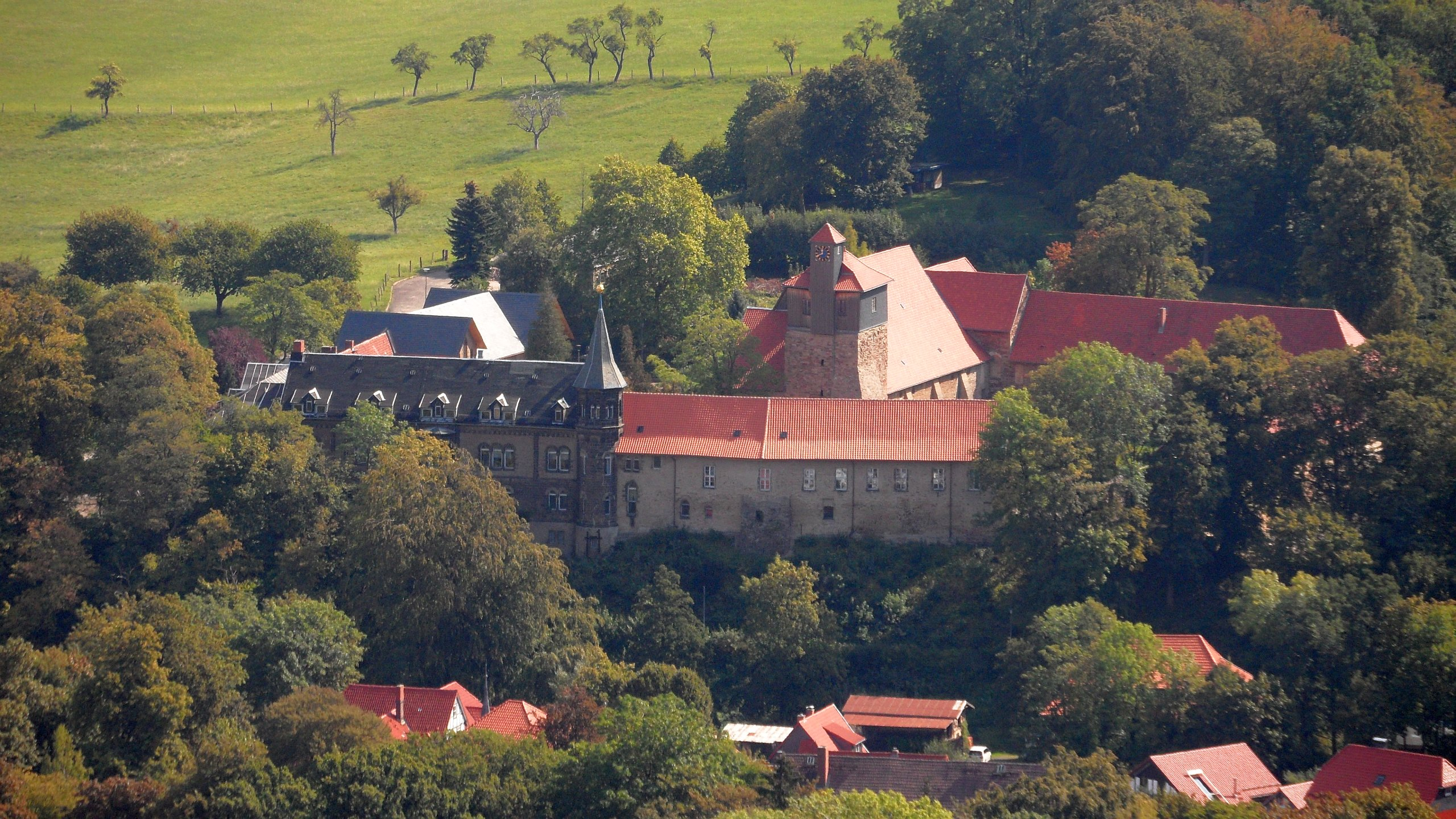
Veduta del monastero

## Storia
Il monastero venne costruito nei domini sassoni dell'Ostfalia, inizialmente con la funzione di un Pfalz. Infatti viene per la prima volta menzionato come Elysynaburg in un documento del 995.
Nel 1003 il terreno, dove si trovava questa prima fortificazione venne donato dall'imperatore Enrico II al vescovo di Halberstadt.
Nel 1009 venne fondato il monastero dal vescovo che ne incremento anche i terreni. I primi monaci vennero dall'abbazia di Fulda, in Franconia. 
I conti di Wernigerode si occupavano di proteggere il monastero fino al 1429, fino alla loro estinzione. I possedimenti ed il controllo del monastero passaro sotto la giurisdizione di un'altra famiglia, quella degli Stolberg, che erano sostenitori del Luteranesimo.
Durante la Guerra dei contadini tedeschi nel 1525 il monastero venne saccheggiato e in parte distrutto. I resti degli edifici monastici furono controllati dalla famiglia degli Stolberg-Wernigerode finché la città di Ilsenburg nel 1974 prese in gestione i ruderi.
Dal 2000 i resti dell'edificio di clausura sono possesso di una fondazione, la Stiftung Kloster Ilsenburg.